# BD Must
BD Must ist ein belgischer Comicverlag aus Brüssel.
BD Must wurde 1997 gegründet und veröffentlicht frankobelgische Comics und ausländische Werke. Seit 2011 gibt es Alben auch auf Niederländisch und seit 2013 auf Deutsch.

## Comicserien auf Deutsch
- Die Abenteuer der 3 A
- Cori, der Schiffsjunge
- Barelli
- Rhonda
- Betty & Dodge
- Helena